# Coscinaraea columna
Coscinaraea columna là một loài san hô trong họ Siderastreidae. Loài này được Dana mô tả khoa học năm 1846.